# Nodar Egadze
Nodar Egadze (gruz. ნოდარ ეგაძე; ur. 4 listopada 1988) – gruziński zapaśnik walczący w stylu wolnym. Czwarty w Pucharze Świata w 2013 i dziewiąty w 2014 roku.